# Hans Süßmann
Hans Georg Wilhelm Süßmann (* 27. Juli 1862 in Hannover; † 27. November 1939 ebenda) war ein deutscher lutherischer Geistlicher und Generalsuperintendent der Generaldiözesen Aurich und Hannover.

## Leben
Hans Georg Süßmann war ein Sohn des Lehrers Georg Karl Gottfried Süßmann. Er studierte Theologie und wurde nach seiner Ordination zunächst dem Pfarramt in Schulenburg bei Nordstemmen beigeordnet. 1888 wurde er Pastor in Bad Grund (Harz), 1899 Konventualstudiendirektor des Klosters Loccum, 1902 Generalsuperintendent in Aurich und 1925 Generalsuperintendent in Hannover. Von 1924 bis 1933 war er auch Mitglied des Landeskirchenamts 1933 wurde er in den Ruhestand versetzt.